# Чемпіонат світу з біатлону 2001
37-й чемпіонат світу з біатлону проводили з 3 до 11 лютого 2001 року вдруге в Поклюці, Словенія.

## Результати. Чоловіки

### Індивідуальна гонка на 20 км
| Медаль | Біатлоніст     | Країна    | Штраф | Результат |
| ------ | -------------- | --------- | ----- | --------- |
| Золото | Паава Пуурунен | Фінляндія |       |           |
| Срібло | Вадим Сашурін  | Білорусь  |       |           |
| Бронза | Ільмарс Бріціс | Латвія    |       |           |

### Спринт 10 км
| Медаль | Біатлоніст        | Країна   | Штраф | Результат |
| ------ | ----------------- | -------- | ----- | --------- |
| Золото | Павло Ростовцев   | Росія    |       |           |
| Срібло | Рене Каттарінуссі | Італія   |       |           |
| Бронза | Галвар Ганеволл   | Норвегія |       |           |

### Переслідування 12,5 км
| Медаль | Біатлоніст      | Країна    | Штраф | Результат |
| ------ | --------------- | --------- | ----- | --------- |
| Золото | Павло Ростовцев | Росія     |       |           |
| Срібло | Рафаель Пуаре   | Франція   |       |           |
| Бронза | Свен Фішер      | Німеччина |       |           |

### Мас-страрт 15 км
| Медаль | Біатлоніст           | Країна    | Штраф | Результат |
| ------ | -------------------- | --------- | ----- | --------- |
| Золото | Рафаель Пуаре        | Франція   |       |           |
| Срібло | Уле-Ейнар Б'єрндален | Норвегія  |       |           |
| Бронза | Свен Фішер           | Німеччина |       |           |

### Естафета 4 × 7,5 км
| Медаль | Біатлоніст                                                                | Країна   | Штраф | Результат |
| ------ | ------------------------------------------------------------------------- | -------- | ----- | --------- |
| Золото | Франція Жиль Марге Венсан Дефран Жульєн Робер Рафаель Пуаре               | Франція  |       |           |
| Срібло | Білорусь Олексій Айдаров Олександр Симан Олег Риженков Вадим Сашурін      | Білорусь |       |           |
| Бронза | Норвегія Егіль Єлланн Фруде Андресен Галвар Ганеволл Уле-Ейнар Б'єрндален | Норвегія |       |           |

## Результати. Жінки

### Індивідуальна гонка на 15 км
| Медаль | Біатлоністка       | Країна   | Штраф | Результат |
| ------ | ------------------ | -------- | ----- | --------- |
| Золото | Магдалена Форсберг | Швеція   |       |           |
| Срібло | Лів Грете Пуаре    | Норвегія |       |           |
| Бронза | Олена Зубрилова    | Україна  |       |           |

### Спринт 7,5 км
| Медаль | Біатлоністка    | Країна    | Штраф | Результат |
| ------ | --------------- | --------- | ----- | --------- |
| Золото | Каті Вільгельм  | Німеччина |       |           |
| Срібло | Уші Дізль       | Німеччина |       |           |
| Бронза | Лів Грете Пуаре | Норвегія  |       |           |

### Переслідування 10 км
| Медаль | Біатлоністка       | Країна   | Штраф | Результат |
| ------ | ------------------ | -------- | ----- | --------- |
| Золото | Лів Грете Пуаре    | Норвегія |       |           |
| Срібло | Корінн Ніогре      | Франція  |       |           |
| Бронза | Магдалена Форсберг | Швеція   |       |           |

### Мас-старт 12,5 км
| Медаль | Біатлоністка       | Країна    | Штраф | Результат |
| ------ | ------------------ | --------- | ----- | --------- |
| Золото | Магдалена Форсберг | Швеція    |       |           |
| Срібло | Мартіна Глагов     | Німеччина |       |           |
| Бронза | Лів Грете Пуаре    | Норвегія  |       |           |

### Естафета 4 × 7,5 км
| Медаль | Біатлоністки                                                         | Країна    | Штраф | Результат |
| ------ | -------------------------------------------------------------------- | --------- | ----- | --------- |
| Золото | Росія Ольга Пильова Ганна Богалій Галина Куклева Світлана Ішмуратова | Росія     |       |           |
| Срібло | Німеччина Уші Дізль Катрін Апель Андреа Генкель Каті Вільгельм       | Німеччина |       |           |
| Бронза | Україна Олена Зубрилова Олена Петрова Ніна Лемеш Тетяна Водоп'янова  | Україна   |       |           |

## Таблиця медалей
| Місце | Команда   | Золото | Срібло | Бронза | Загалом |
| ----- | --------- | ------ | ------ | ------ | ------- |
| 1     | Росія     | 3      | 0      | 0      | 3       |
| 2     | Франція   | 2      | 2      | 0      | 4       |
| 3     | Швеція    | 2      | 0      | 1      | 3       |
| 4     | Німеччина | 1      | 3      | 2      | 6       |
| 5     | Норвегія  | 1      | 2      | 4      | 7       |
| 6     | Фінляндія | 1      | 0      | 0      | 1       |
| 7     | Білорусь  | 0      | 2      | 0      | 2       |
| 8     | Італія    | 0      | 1      | 0      | 1       |
| 9     | Україна   | 0      | 0      | 2      | 2       |
| 10    | Латвія    | 0      | 0      | 1      | 1       |

## Виноски
1. ↑  Sports 123 biathlon Results